# Bernhoff Hansen
Bernhoff Hansen (Rognan, Saltdal, Nordland, 17 de agosto de 1877 — Smithtown, Nova Iorque, 22 de dezembro de 1950) foi um lutador de luta livre norte-americano.

## Carreira
Foi vencedor da medalha de ouro na categoria peso-pesado em St. Louis 1904.